# Woodstock
Woodstock Music & Art Fair, Woodstock Festival ali preprosto Woodstock je bil glasbeni festival leta 1969 v ZDA, ki se ga je udeležilo več kot 400.000 ljudi. Najprej je bil načrtovan od 15. do 17. avgusta na farmi v gorovju Catskill Mountains na jugu zvezne države New York, severozahodno od New Yorka, dejansko pa je trajal do ponedeljka, 18. avgusta.
Festival, oglaševan pod imenom »An Aquarian Exposition: 3 Days of Peace & Music«, se je odvil na farmi Maxa Yasgurja blizu zaselka White Lake v Bethelu. Bethel leži v okrožju Sullivan County, 70 km jugozahodno od mesta Woodstock.
Med delno deževnim vikendom je na festivalu na prostem pred več kot 400.000 ljudmi nastopilo 32 izvajalcev. Festival je širše obravnavan kot ključen trenutek v zgodovini popularne glasbe ter tudi kot dokončna povezava generacije. Revija Rolling Stone je Woodstock označila kot enega od 50 trenutkov, ki so spremenili zgodovino Rock and rolla.
Festival je bil upodobljen v dokumentarnem filmu Woodstock, ki je leta 1970 prejel oskarja, soundtracku Woodstock: Music from the Original Soundtrack and More in skladbi Joni Mitchell »Woodstock«, ki je postala uspešnica skupin Crosby, Stills, Nash & Young ter Matthews Southern Comfort. Leta 2017 je bilo območje festivala uvrščeno v Narodni register zgodovinskih krajev.

## Načrtovanje in priprave
Projekt Woodstock je bil ustvarjen s strani Michaela Langa, Artieja Kornfielda, Joela Rosenmana in Johna P. Robertsa. Roberts in Rosenman sta financirala projekt, Lang pa je imel nekaj promocijskih izkušenj, ko je leto prej soorganiziral majhen festival na Vzhodni obali, Miami Pop Festival, ki se ga je v dveh dneh udeležilo 25.000 ljudi.
V začetku 1969 sta bila Roberts in Rosenman newyorška podjetnika, ki sta gradila velik studijski kompleks Media Sound na Manhattanu. Lang in Kornfeldov odvetnik, Miles Lourie, ki je pomagal pri projektu Media Sound, sta kontaktirala Robertsa in Rosenmana glede financiranja podobnega, vendar precej manjšega studia, ki sta ga želela postaviti v Woodstocku, New York. Neprepričana glede projekta Studio-in-the-Woods, sta Roberts in Roseman predlagala koncert z izvajalci, znanim območju Woodstocka (kot na primer Bob Dylan in The Band). Kornfeld in Lang sta se strinjala z novim načrtom in januarja 1969 je bilo ustanovljeno podjetje Woodstock Ventures. Sedež podjetja je bil lociran na 47 West 57th Street na Manhattanu. Burt Cohen in njegova oblikovalska skupina Curtain Call Productions je nadzirala psihedelično transformacijo pisarne.
Na začetku so bile vidne očitne razlike med pristopom vseh štirih. Roberts je bil discipliniran in je vedel kaj potrebuje podjetje za uspeh, Lang pa je Woodstock videl kot nov, umirjen način združevanja podjetnikov. Ko Lang ni našel lokacije za koncert, sta Roberts in Rosenman šla na teren in na koncu našla končno lokacijo. Podobne razlike glede finančne discipline so bile razlog, da sta Roberts in Rosenman razmišljala o nadaljnjem financiranju ali prenehanju financiranja projekta.
Aprila 1969 je skupina Creedence Clearwater Revival postala prvi izvajalec, ki je sklenila pogodbo za festival, za katerega so dobili 10.000 dolarjev. Promotorji so imeli pred tem težave z vabljenjem znanih izvajalcev. Bobnar skupine, Doug Clifford je kasneje dejal, "Ko je Creedence sklenila pogodbo, so vsi ostali skočili v vrsto in prišli so vsi ostali veliki izvajalci." Zaradi termina koncerta ob 3. uri zjutraj in nenastopanja v filmu Woodstock, so člani skupine izrazili grenkobo glede svojih izkušenj o festivalu.
Woodstock je bil ustvarjen kot dobičkonosno podjetje z nazivom "Woodstock Ventures". Kot "brezplačni koncert" je festival postal znan, ker se je festivala udeležilo mnogo več ljudi kot so organizatorji predvidevali. Vstopnice za tridnevni festival so stale 18 dolarjev v predprodaji in 24 dolarjev na dan festivala. Prodaja vstopnic je bila omejena na prodajalne plošč v območju New Yorka ali prek pošte Radio City Station, ki je stala na Midtown Manhattnu. V predprodaji je bilo prodanih okrog 186.000 kart in organizatorji so pričakovali približno 200.000 obiskovalcev festivala.

### Izbira lokacije festivala
Po prvotnem planu naj bi bil festival izvedel v Wallkillu, New York. Po zavrnitvi ideje s strani lokalnih prebivalcev sta Lang in Kornfeld že mislila, da sta našla lokacijo v Saugertiesu, New York, a sta napačno razumela lastnika zemljišča. Razočarana nad pomanjkanjem napredka, sta iskanje lokacije prevzela Roberts in Rosenman in v mestu Wallkill, New York odkrila Mills Industrial Park (41°28′39″N 74°21′49″W / 41.477525°N 74.36358°W), ki ga je podjetje Woodstock Ventures spomladi zakupilo za 10.000 dolarjev. Mestnim uradnikom je bilo zagotovljeno, da se festivala ne bo udeležilo več kot 50.000 ljudi. Mestni prebivalci so takoj začeli nasprotovati projektu. V začetku julija je mestni odbor sprejel zakon, ki je zahteval dovoljenje za zbiranje več kot 5.000 ljudi. 15. julija 1969 je Wallkill Zoning Board of Appeals uradno prepovedala koncert zaradi prenosnih stranišč. Poročila o prepovedi pa so se izkazala kot reklama za festival.
V svoji knjigi iz leta 2007, Taking Woodstovck, Elliot Tiber opisuje, da je ponudil gostovanje festivala na svoji zemlji in je imel dovoljenje za dogodek. V knjigi trdi, da je promotorje predstavil kmetu Maxu Yasgurju. Lang je sicer izpodbil Tiberjevo izjavo in trdil, da ga je Tiber predstavil agentu, ki ga je brez Tiberja odpeljal na Yasgurjevo farmo. Sam Yasgur, Maxov sin, se je strinjal z Langovo izjavo. Yasgurjeva zemlja je ustvarila nekakšno naravno skledo, ki je potekala do ribnika Filippini Pond na severni strani zemljišča. Oder je bil kasneje postavljen ob vznožju hriba, z ribnikom v ozadju. Ribnik je kmalu postal popularna točka golega kopanja.
Organizatorji so oblastem v Bethelu dejali, da ne pričakujejo več kot 50.000 ljudi.
Kljub nasprotovanju prebivalcev in znakom proti festivalu "Buy No Milk. Stop Max's Hippy Music Festival" (Ne kupujte mleka. Ustavite Maxov hipijski glasbeni festival), sta mestni odvetnik Bethla, Frederick W. V. Schadt in gradbeni inšpektor Donald Clark odobrila dovoljenja, mestni odbor pa je zavrnil njihovo formalno izdajo. Clarku je bilo naročeno naj objavlja naloge za ustavitev dela.

### Brezplačni festival
Zaradi pozne spremembe lokacije festivala niso imeli organizatorji dovolj časa za njegovo pripravo. Na sestanku tri dni pred festivalom so organizatorji menili, da imajo dve opciji: prva, da dokončajo ograje in blagajne, brez katerih bi izgubili dobiček ali pa bi se zadolžili; druga opcija pa je bila, da preusmerijo vse razpoložljive vire v izgradnjo odra, brez katerega bi bilo občinstvo nezadovoljno in razočarano. Ko so naslednjega dne začeli prihajati tisoči in tisoči, je bila odločitev sprejeta. Ljudje brez vstopnic so preprosto šli skozi vrzeli v ograji, organizatorji pa so bili primorani ustvariti brezplačni dogodek. Čeprav so organizatorji po festivalu skoraj bankrotirali, je njihovo lastništvo filmskih in snemalnih pravic po izdaji dokumentarnega filma leta 1970 več kot nadomestilo izgubo.

## Festival
Množica obiskovalcev je v Bethelu ustvarila velik prometni zastoj. Čeprav se je mesto balo kaosa, ni uveljavilo svojih pravil. Sčasoma so objave radijskih postaj in opisi prometnih zastojev po televiziji ljudi odvrnile od obiska festivala. Arlo Guthrie je v filmu dejal, da je bila avtocesta New York State Thruway zaprta. Direktor muzeja Woodstocka je sicer zanikal Guthriejevo izjavo. Poleg težav z množico in gnečo, je občasno deževje povzročilo blatne ceste in polja. Objekti niso bili opremljeni s sanitarijami in prvo pomočjo za tolikšno število udeležencev, ogromno število obiskovalcev pa se je znašlo na dežju, brez hrane in s slabimi sanitarijami.
Na nedeljsko jutro, 17. avgusta, je organizatorja festivala Johna Robertsa klical guverner New Yorka, Nelson Rockefeller in dejal, da je razmišljal o prihodu 10.000 pripadnikov nacionalne garde zvezne države New York na festival. Roberts je nato Rockefellerja uspešno prepričal v opustitev namena. Okrožje Sullivan County, New York je razglasilo izredno stanje. Med festivalom je osebje bližnje letalske baze Stewart Air Force Base pomagalo pri vstopu in izstopu nastopajočih iz koncertnega prizorišča.
Jimi Hendrix je bil zadnji izvajalec, ki je nastopil na festivalu. Zaradi deževne nedelje je Hendrix pričel z nastopom šele v ponedeljek zjutraj ob 8:30. Poslušalcev je bilo takrat bistveno manj, okrog 30.000, večina katerih je čakala Hendrixa, preden je zapustila festival še med njegovim nastopom.
Hendrix in njegova nova skupina, Gypsy Sun and Rainbows (predstavljeni so bili sicer kot The Experience, a je Hendrix popravil napačno ime) so izvedli dvourni nastop. Njegova psihedelična verzija ameriške nacionalne himne "The Star-Spangled Banner" je trajala približno tri četrtine nastopa, nadaljevala pa se je v skladbo "Purple Haze". Skladba je postala "del Zeitgeista 60. let" in je bila za vedno ohranjena v filmu Woodstock. Hendrixov izgled med izvajanjem skladbe, ko je nosil modro-bel suknjič in rdečo ruto, je postal znan kot opredelitev trenutka 60. let.

Pripravljeni smo bili na nastop in smo čakali in čakali in končno smo bili na vrsti ... pred nami je bilo pol milijona spečih ljudi. Ti ljudje so bili zunaj. Bilo je kot bi slikal Dantejevo sceno, le telesa iz pekla, vsa prepletena in speča, prekrita z blatom.
In to je trenutek, ki ga ne bom pozabil dokler bom živ: Četrt milje daleč v temi, na drugem robu te sklede je bil nek človek, ki je prižigal svoj vžigalnik in slišal sem 'Ne skrbi John. Mi smo s tabo.' Ostali del koncerta sem odigral zanj.
—John Fogerty o koncertnem terminu skupine Creedence Clearwater Revival ob 0:30 zjutraj

Čeprav je bil festival, glede na število obiskovalcev in razmere, zelo miren, sta bili dve smrtni žrtvi: tista zaradi insulina, druga pa, ko je traktor povozil spečega udeleženca na bližnjem polju. Na festivalu sta bili zabeleženi tudi dve rojstvi (eno v avtu, ki je bil v prometni gneči, drugo pa v bolnišnici po helikopterskem prevozu) in štirje spontani splavi. Ustno pričevanje v filmu omenja obe smrti in vsaj eno rojstvo ter številne logistične težave.
Vseeno pa je Woodstock, v skladu z idealističnimi upi 60. let, navdušil večino udeležencev. Na festivalu je vladal občutek nekakšne družbene harmonije, ki je s kakovostjo glasbe in ogromno množico ljudi v bohemskih oblačilih, obnašanju in navadah pripomogel k stvaritvi enega trajnih dogodkov 20. stoletja.
Po koncertu je Max Yasgur, lastnik zemljišča, festival videl kot zmago miru in ljubezni. Govoril je o tem kako je skoraj pol milijona ljudi, napolnjenih s potencialom za nesreče, nemire in katastrofo preživelo tri dni z glasbo in mirnimi mislimi. Dejal je: "Če se jim pridružimo, lahko težave današnje Amerike spremenimo v upanje na svetlejšo in mirnejšo prihodnost..."

### Zvok
Za zvok koncerta je bil zadolžen zvočni tehnik Bill Hanley. "Delovalo je zelo dobro," je dejal o festivalu. "Na hribe sem postavil posebne zvočnike in imel 16 nizov zvočnikov na 21 m visokih stolpih. Ozvočje smo postavili za 150.000 do 200.000 ljudi. Seveda je bilo obiskovalcev 500.000." Podjetje Altec Lansing je oblikovalo posebna ohišja iz vezanega lesa, ki so tehtala pol tone, v višino so merila 1,8 m, v globino 1,2 m, v širino pa 0,91 m. Vsako ohišje je držalo štiri 15-inčne zvočnike JBL D140. Za odrom so bili trije transformatorji, ki so proizvajali 2000 amperov toka za napajanje. Dolgo časa je bil celoten sistem imenovan kot The Woodstock Bins.

### Nastopajoči
Na festivalu je vsega skupaj nastopilo 32 izvajalcev:
| Izvajalec           | Ura           | Opombe                                         |
| ------------------- | ------------- | ---------------------------------------------- |
| Richie Havens       | 17:07 – 19:00 |                                                |
| Swami Satchidananda | 19:10 – 19:20 | Swami je imel uvodni govor festivala.          |
| Sweetwater          | 19:30 – 20:10 |                                                |
| Bert Sommer         | 20:20 – 21:15 |                                                |
| Tim Hardin          | 21:20 – 21:45 |                                                |
| Ravi Shankar        | 22:00 – 22:35 | Igral na dežju.                                |
| Melanie             | 22:50 – 23:20 |                                                |
| Arlo Guthrie        | 23:55 – 0:25  |                                                |
| Joan Baez           | 0:55 – 2:00   | Baezova je bila takrat v 6. mesecu nosečnosti. |

| Izvajalec                             | Ura           | Opombe |
| ------------------------------------- | ------------- | --- |
| Quill                                 | 12:15 – 12:45 | |
| Country Joe McDonald                  | 13:00 – 13:30 | Joe je kasneje nastopil s skupino The Fish. |
| Santana                               | 14:00 – 14:45 | Michael Shrieve, bobnar skupine, je bil z 20. leti najmlajši nastopajoči na Woodstocku.                                                                          |
| John Sebastian                        | 15:30 – 15:55 | Sebastian sicer ni bil na seznamu nastopajočih in je bil sprva na festivalu navzoč kot gledalec, zaradi čakanja drugih izvajalcev, pa je bil naprošen za nastop. |
| Keef Hartley Band                     | 16:45 – 17:30 | |
| The Incredible String Band            | 18:00 – 18:30 | |
| Canned Heat                           | 19:30 – 20:30 | |
| Mountain                              | 21:00 – 22:00 | Ta nastop je bil komaj njihov tretji nastop kot skupina. |
| Grateful Dead                         | 22:30 – 0:05  | Njihov nastop je bil prekinjen zaradi preobremenjenih ojačevalcev med skladbo "Turn On Your Love Light".                                                         |
| Creedence Clearwater Revival          | 0:30 – 1:20   | |
| Janis Joplin in The Kozmic Blues Band | 2:00 – 3:00   | |
| Sly and the Family Stone              | 3:30 – 4:20   | |
| The Who                               | 5:00 – 6:05   | Nastop je prekinil Abbie Hoffman. |
| Jefferson Airplane                    | 8:00 – 9:40   | Za klavirjem se je skupini pridružil Nicky Hopkins. |

| Izvajalec                           | Ura           | Opombe |
| ----------------------------------- | ------------- | --- |
| Joe Cocker in The Grease Band       | 14:00 – 15:25 | Med drugim so izvedli "With A Little Help From My Friends". Po tem nastopu je nevihta za nekaj ur prekinila festival. |
| Country Joe and the Fish            | 18:30 – 20:00 | Drugi nastop Country Joeja McDonald'sa.                                                                               |
| Ten Years After                     | 20:15 – 21:15 | |
| The Band                            | 22:00 – 22:50 | |
| Johnny Winter                       | 0:00 – 1:05   | Pri treh skladbah je nastopil tudi Winterjev brat, Edgar Winter.                                                      |
| Blood, Sweat & Tears                | 1:30 – 2:30   | |
| Crosby, Stills, Nash & Young        | 3:00 – 4:00   | Izvedli so akustični in električni del. Neil Young je izpustil večino akustičnega dela.                               |
| Paul Butterfield Blues Band         | 6:00 – 6:45   | |
| Sha Na Na                           | 7:30 – 8:00   | |
| Jimi Hendrix / Gypsy Sun & Rainbows | 9:00 – 11:10  | Nastopili so pred nekoliko manjšo skupino manj kot 200.000 ljudi.                                                     |

### Odpovedana in zgrešena vabila
- Bob Dylan, na čigar "dvorišču" je festival potekal, ni bil nikoli v resnih pogajanjih za nastop. Namesto tega je Dylan 31. avgusta nameraval nastopiti na festivalu Isle of Wight Festival of Music. Dylan je 15. avgusta nameraval odpluti v Anglijo, njegov sin pa se je poškodoval z vrati kabine, zato se je vsa družina izkrcala z ladje. Dylan je z ženo Saro v Anglijo odpotoval teden kasneje. Dylan prav tako ni bil vesel glede števila hipijev, ki so se zadrževali blizu njegove hiše v bližina mesta Woodstock.[43]
- The Jeff Beck Group: Jeff Beck je skupino razpustil pred samim Woodstockom. "Skupino sem namerno razpustil pred Woodstockom", je dejal Beck. "Nisem želel, da bi obstala." Bilo je prvič, da je Beck nastopil s Timom Bogertom in Carminom Appicom. Beckov pianist Nicky Hopkins je nastopil s skupino Jefferson Airplane.[44]
- Skupina Led Zeppelin je bila povabljena, njen menedžer Peter Grant je dejal: "Povabljeni smo bili na Woodstock, založba Atlantic Records je bila navdušena, prav tako tudi naš promotor, Frank Barsalona. Sam sem odpovedal nastop na Woodstocku, ker bi tam bili le še ena izmed nastopajočih skupin." Skupina je sicer 5. julija nastopila na prvem Atlanta International Pop Festivalu kot ena izmed 22 nastopajočih skupin. Za Woodstock vikend pa je skupina nastopila v New Jerseyu. Edini premor skupine je bil 12. avgusta, ko so se člani udeležili Presleyjevega koncerta v Las Vegasu.[45]
- The Byrds so bili tudi povabljeni, a se niso odločili za nastop, misleč, da Woodstock ne bo drugačen od ostalih poletnih glasbenih festivalov. Skupino je zanimal tudi honorar. Basist John York se je spominjal: "Leteli smo na koncert, do nas pa je prišel Roger [McGuinn] in dejal, da organizirajo festival v New Yorku. V tistem trenutku še niso plačevali honorarjev vsem skupinam. Vprašal nas je, če bi se udeležili festivala, mi pa smo dejali, 'Ne'. Pojma nismo imeli kaj bo to. Utrujeni in naveličani smo bili festivalne scene. [...] Tako smo vsi rekli, 'Ne, želimo počitek' in zamudili najboljši festival vseh časov."[46]
- Chicago, v tistem času znani še kot Chicago Transit Authority, so načeloma sklenili pogodbo za nastop na Woodstocku. Skupina je imela pogodbo s koncertnim promotorjem Billom Grahamom in mu dovoljevala prestavljanje njihovih koncertov v Fillmore Westu. Tako je prestavil nekaj njihovih koncertov na 17. avgust in tako prisilil skupino, da je odpovedala koncert. Graham je to storil, da bi lahko na Woodstocku nastopila skupina Santana, katere menedžer je bil v tistem času. Pevec in basist skupine, Peter Cetera je dejal: "Bili smo jezni nanj zaradi tega dejanja."[47]
- Tommy James and the Shondells so preklicali vabilo. Glavni pevec Tommy James je kasneje dejal: "Lahko bi se samo brcnili. Bili smo na Havajih, klical je moj sekretar in rekel, 'Ja, poslušaj, tu je prašičji farmer iz New Yorka, ki želi, da bi igrali na njegovem polju.' Tako mi je bilo predstavljeno. Tako smo zavrnili ponudbo in nekaj dni kasneje spoznali kaj bomo zamudili."[48]
- The Moody Blues so bili vključeni na originalnem plakatu kot nastopajoči, a so se odločili za zavrnitev nastopa, ker so imeli v istem vikendu že koncert v Parizu.[49]
- Frank Zappa and the Mothers of Invention: Zappa naj bi v televizijski oddaji Class of the 20th Century U.S. dejal: "Veliko blata na Woodstocku ... Povabljeni smo bili, da bi tam igrali, a smo jih zavrnili."[49]
- Arthur Lee and Love so zavrnili povabilo, Mojo Magazine pa je kasneje opisal notranje konflikte v skupini, ki so bili vzrok neigranja skupine na Woodstocku.[49]
- Free so bili prav tako povabljeni, a so zavrnili povabilo.[49] Teden kasneje so igrali na Isle of Wight Festivalu.
- Skupina Mind Garage je zavrnila nastop, ker so njeni člani mislili, da to ne bo velik festival, poleg tega pa so imeli dražji nastop drugje.[49]
- Spirit so tudi zavrnili povabilo, ker so že imeli najavljene koncerte, ki so jih želeli odigrati in niso vedeli kako velika zadeva bo Woodstock.[50]
- Sprva naj bi Joni Mitchell nastopila, a je nastop odpovedala, ker njen menedžer ni želel, da bi se izognila nastopu na TV oddaji The Dick Cavett Show.[51][52]
- Skupina Lighthouse je zavrnila povabilo za nastop na festivalu.[53]
- Lang je naprosil Royja Rogersa, če bi zaključil festival s skladbo "Happy Trails", Rogers pa se s tem ni strinjal.[54]
- Procol Harum so bili povabljeni, a so povabilo zavrnili, ker je Woodstock sovpadal s koncem dolge turneje in z rokom rojstva otroka kitarista Robina Trowerja.[55]
- Jethro Tull so prav tako zavrnili povabilo. Frontman skupine, Ian Anderson naj bi sicer vedel, da bo to velik dogodek, a ni hotel tja, ker ni maral hipijev in zaradi drugih skrbi vključno z neprimerno goloto, popivanjem in uporabo drog.[56]
- Raven: Miles Laurie, eden od Langovih odvetnikov je organiziral sestanek z menedžerjem skupine Raven, Martyjem Angelom, in skupini ponudil mesto med nastopajočimi, vendar le, če bi skupina sklenila pogodbo z Langom kot producentom, s tem pa bi Lang prejel 10% zaslužka. Skupina je zavrnila ponudbo, ker so leto pred tem igrali na Woodstockovem Sound Outu, kjer niso blesteli. Lang jim je zagotovil, da bo ta koncert drugačen. Skupina je vseeno zavrnila ponudbo.[57]
- Blues Image: Leta 2011 je tolkalist Joe Lala v intervujuju dejal, da se je skupina dogovorila za nastop na Woodstocku, vendar njihov menedžer ni želel iti zraven in je rekel: "Tam je le ena cesta in deževalo bo, nočete biti tam". Člani skupine so bili razočarani in so v odgovor rekli: "Ali ne misliš, da bo koristno, če bomo tam?" Skupina je namesto na Woodstocku nastopila v Binghamptonu.[58]
- The Doors so bili sprva označeni kot potencialna nastopajoča skupina, a so v zadnjem trenutku odpovedali. Robby Krieger, kitarist skupine, je dejal, da so odpovedali udeležbo, ker so menili, da bo Woodstock "drugorazredna ponovitev Monterey Pop Festivala, kasneje pa so obžalovali takšno odločitev.[59]
- Iron Butterfly: Skupina je bila prijavljena na koncert in napisana na plakatu za nastop v nedeljo, a ni nastopila, ker so člani skupine obtičali na letališču LaGuardia Airport.[60] Koordinator produkcije, John Morris je dejal, da so mu člani skupine dejali naj pride na letališče ponje helikopter. Po pristanku naj bi takoj nastopili in odleteli nazaj. Morris je nato poklical Western Union, ki so zapisali, da helikopter ne more priti. Sporočilo je bilo zapisano v sedmih vrsticah, katerih prve črke so tvorile akrostih "F*** YOU" (For reasons I can't go into / Until you are here / Clarifying your situation / Knowing you are having problems / You will have to find / Other transportation / Unless you plan not to come), kar je pokazalo, da skupina ni dobrodošla.[61]
- The Rascals: Skupina je  bila povabljena na festival, vendar je odklonila vabilo, ker so bili sredi snemanja novega albuma.
- Ko je bilo poslano vabilo skupini The Beatles, so bili nekateri mnenja, da bi morali povabiti še enega klienta založbe Apple Records, Jamesa Taylorja. Beatlesi so zavrnili vabilo, Taylorjevo vabilo pa je bilo tudi zavrnjeno.
- The Rolling Stones: Skupina je prejela vabilo, a ga je zavrnila, ker je Mick Jagger v Avstraliji snemal film Ned Kelly, dekle Keitha Richardsa, Anita Palenberg, pa je pravkar rodila njunega sina Marlona.

### Medijska pokritost
Na prizorišču je bilo zelo malo poročevalcev izven neposrednega območja. V prvih dneh festivala so nacionalni mediji poudarjali težave. Naslovi časopisa Daily News so govorili o prometni gneči, ogromnem blatu. The New York Times je opisoval, da so "sanje marihuane in rock glasbe" prignale 300.000 ljudi na Woodstock", ki naj bi se končal v "nočni mori blata in stagnacije". Članek so zaključili z vprašanjem "Kakšna kultura je to, ki lahko povzroči tako ogromen nered?". Poročanje je postalo bolj pozitivno proti koncu festivala, deloma zato, ker so starši obiskovalcev koncerta poklicali medije in jim na podlagi telefonskih klicev svojih otrok sporočili, da je njihovo poročanje zavajujoče.
The New York Times je poročal o uvodu festivala in prehodu iz Wallkilla v Bethel. Barnard Collier, ki je s prizorišča Woodstocka poročal za The New York Times, trdi, da so nanj pritiskali uredniki časopisa, da bi o dogodku napisal negativni članek. Collier je nato grozil, da ne bo napisal članka, dokler mu izvršni urednik časopisa, James Reston, ni dovolil, da opiše dogodek kot ga sam vidi. Članek je govoril o prometnih zastojih in manjših kršitvah zakonov, poudarjal pa je sodelovanje, velikodušnost in dobrodušnost obiskovalcev festivala. Po koncu festivala je Collier objavil še en članek o odhodu obiskovalcev s festivala in nizkemu številu nasilnih dejanj na dogodku, pohvalil pa je glavnega zdravnika dogodka.
Times Herald-Record, edini lokalni dnevni časopis je izrazil nasprotovanje zakonu, ki je prepovedal festival v Wallkillu. Med festivalom je izšla tudi redka sobotna izdaja časopisa. Časopis je imelo edino telefonsko linijo na lokaciji, zgodbe in fotografije festivala pa je do sedeža časopisa v Middletownu, ki je bilo od lokacije festivala oddaljen 35 mi (56 km), prevažal motorist.

## Izdaje

### Filmi
Leta 1970 je izšel dokumentarni film z naslovom Woodstock, ki ga je režiral Michael Wadleigh, urednika pa sta bila Thelma Schoonmaker in Martin Scorsese. Artie Kornfeld, eden izmed promotorjev festivala, je obiskal Freda Weintrauba, izvršnega direktorja pri Warner Bros. in ga povprašal za finančno podporo za film o festivalu. Artieja so vsepovsod zavrnili, Weintraub pa je Kornfeldu dal 100.000 dolarjev za film. Woodstock je pripomogel k obstanku podjetja Warner Bros., ko je bilo podjetje na robu propada. O podrobnostih glede snemanja filma govori knjiga Easy Riders, Raging Bulls, ki je izšla leta 1998.
Za film je Wadleigh zbral ekipo 100 ljudi, ki so prihajali iz newyorške filmske scene. Ker ni imel denarja za plačilo ekipe, se je s člani pogodil o metodi dvojno ali nič, kar pomeni, da bi člani ekipe, v primeru, da bi film uspel, prejeli dvojno plačilo, če pa bi se film izkazal za neuspešnega, ne bi prejeli ničesar. Wadleigh je želel v film vključiti čim več hipijev in glasbe, zato je zabeležil tako poglede hipijev na dogodke, ki so se dogajali vzporedno s festivalom (npr. Vietnamska vojna), kot tudi poglede meščanov.
Film Woodstock je prejel Oskarja za dokumentarni film. Ameriška Kongresna knjižnica je film označila kot "kulturno pomemben". Leta 1994 je izšel Woodstock: The Director's Cut. Razširjena verzija filma vsebuje posnetke nastopov Janis Joplin, Jefferson Airplane, Jimija Hendrixa in Canned Heat, ki niso bili vključeni v prvotno verzijo filma. Leta 2009 je izšla izdaja ob 40. obletnici Woodstocka na DVD-ju in na Blue Rayju.
Leta 2009 je izšel še en film o festivalu, Taking Woodstock, ki ga je posnel tajvansko-ameriški snemalec Ang Lee. Lee je praktično najel vse mesto New Lebanon, New York, kjer je snemal film. Bal se je morebitnih jeznih domačinov, vendar so domačini prijazno in z navdušenjem pomagali pri snemanju. Film govori o Elliotu Tiberu (igralec Demetri Martin) in njegovi vlogi pri selitvi festivala v Bethel, New York. V filmu nastopa tudi Jonathan Groff kot Michael Lang ter Henry Goodman in Imelda Staunton kot Jake in Sonia Teichberg.

### Albumi
Izšla sta dva soundtrack albuma. Prvi, Woodstock: Music from the Original Soundtrack and More', je bil trojni LP (kasneje dvojni CD) album, ki je vseboval eno ali dve skladbi vsakega izvajalca, ki je nastopil na festivalu. Leto zatem je izšel dvojni LP album, Woodstock 2. Oba albuma vsebujeta posnetke napovedi odrskih napovedovalcev. Leta 1994 je izšel tretji album, Woodstock Diary. Skladbe z vseh treh albumov ter še nekaj dodatnih, prej neizdanih posnetkov, vendar brez napovedi in zvokov poslušalcev, so na štirih zgoščenkah izšle pri založbi Atlantic na box setu Woodstock: Three Days of Peace and Music.
Leta 1994 je izšel tudi album Jimi Hendrix: Woodstock, ki vsebuje le izbrane posnetke nastopa Jimija Hendrixa. Daljši dvojni album Live at Woodstock, ki je izšel leta 1999 vsebuje skoraj vse posnetke Hendrixovih skladb, razen dveh skladb, ki jih je odpel njegov ritem kitarist.
Leta 2009 je Joe Cocker izdal Live at Woodstock, ki vsebuje celoten njegov nastop. Album vsebuje enajst skladb, od tega deset, ki prej še niso izšle.
Leta 2009 so celotni nastopi z Woodstocka od Santane, Janis Joplin, Sly & the Family Stone, Jefferson Airplane in Johnny Winter izšli posamezno pri založbi Legacy/SME Records in tudi v setu z naslovom The Woodstock Experience. Istega leta je založba Rhino/Atlantic Records izdala set Woodstock: 40 Years On: Back to Yasgur's Farm, ki vsebuje več nastopov, napovedi in drug material.

## Po festivalu
Max Yasgur je leto pozneje zavrnil obhajanje obletnice festivala na isti lokaciji in dejal, da se bo ponovno ukvarjal s svojo farmo. Yasgur je umrl leta 1973.
Volivci iz Bethela na volitvah novembra 1969 niso podprli svojega nadzornika zaradi njegove vloge pri selitvi festivala v mesto. Zvezna država New York in mesto Bethel sta zatem sprejela vrsto zakonov, ki preprečujejo nastanku večjega števila festivalov.
Leta 1984 sta lastnika zemljišča, Louis Nicky in June Gelish, na uradno lokacijo festivala postavila spomenik z besedami "Peace and Music", ki ga je izdelal lokalni kipar, Wayne C. Saward.
Sledili so številni ukrepi, ki bi preprečili ljudem, da bi obiskovali lokacijo festivala. Lastnika sta tu nasula piščančje gnojilo, med eno obletnico pa so traktorji in policijska vozila blokirali ceste. Leta 1989 se je 20.000 ljudi zbralo na lokaciji ob 20. obletnici festivala. Leta 1997 je bil tam postavljen znak dobrodošlice za obiskovalce.
Za razliko od mesta Bethel, si je mesto Woodstock prizadevalo izkoristiti prepoznavnost zaradi festivala. Stališče mesta Bethel se je spremenilo, vse to pa je privedlo do povezave med obema mestoma.
Proti podjetju Woodstock Ventures je bilo vloženih približno 80 tožb, predvsem s strani bližnjih kmetov. Film je pripomogel k plačilu odškodnin.

## Zapuščina

### Lokacija Woodstocka danes
Leta 1984 je bila na lokaciji festivala postavljena spominska plošča. Čeprav ostaja lokacija festivala še vedno ohranjena v podeželskem okolju, jo obiskujejo številni obiskovalci vseh generacij.
Leta 1996 je lokacijo festivala in 1.400 akrov (5,7 km2) okolice kupil Alan Gerry, da bi ustanovil Bethel Woods Center for the Arts. Center je bil odprt 1. julija 2006, ob odprtju pa je igral Orkester Newyorške filharmonije. 13. avgusta so v Centru, 37 let po Woodstocku, pred 16.000 poslušalci, nastopili Crosby, Stills, Nash & Young.
2. junija 2008 je bila otvoritev muzeja. Muzej vsebuje filmske posnetke, interaktivne zaslone in številne predmete, ki razlagajo festival Woodstock, njegov pomen kot vrhunec desetletja radikalne kulturne preobrazbe, zapuščino 50. in 60. let 20. stoletja ter Woodstock danes.
Pepel pokojnega Richieja Havensa je bil 18. avgusta 2013 raztresen po lokaciji festivala.
Konec leta 2016 je ameriški urad za ohranjanje zgodovine iz New Yorka posredoval pri National Park Service, da je bila lokacija festivala uvrščena v Nacionalni register zgodovinskih krajev.

### 40. obletnica festivala
Ob 40. obletnici festivala so po svetu potekale najrazličnejše aktivnosti. 15. avgusta je v centru Bethel Woods Center for the Arts na 8-urnem koncertu nastopila največja skupina originalnih udeležencev Woodstocka. Nastopili so Big Brother and the Holding Company, ki so izvedli hite Janis Joplin, Canned Heat, Ten Years After, Jefferson Starship, Mountain in The Levon Helm Band. Na Woodstocku je Levon Helm bobnal in pel s skupino The Band. Paul Kantner je bil edini član zasedbe Jefferson Airplane, ki je igrala na Woodstocku. Tom Constanten, ki je na Woodstocku igral klaviature pri skupini Grateful Dead, je na koncertu izvedel nekatere skladbe s skupino Jefferson Starship. Jocko Marcellino, ki je na Woodstocku nastopil s skupino Sha Na Na, je na koncertu nastopil s Canned Heat. Gostitelj koncerta je bil Country Joe McDonald. Richie Havens, ki je leta 1969 otvoril festival, je nastopil na koncertu dan prej. Crosby, Stills & Nash in Arlo Guthrie so obletnico zaznamovali s koncertom v Bethelu avgusta 2009.
Drugi dogodek je potekal v Hawkurstu, v Kentu, v Združenem kraljestvu, na dogodku Summer of Love, kjer sta nastopila dva originalna izvajalca z Woodstocka. To sta bila Barry Melton iz skupin Country Joe in Fish ter Robin Williamson iz skupine The Incredible String Band, nastopili pa sta še cover skupini Santane in Grateful Dead. 14. in 15. avgusta je potekal spominski koncert ob 40. obletnici Woodstocka v Woodstocku, Illinois, ki je edini prejel priznanje s strani "očeta Woodstocka", Arteja Kornfelda. Kornfeld se je kasneje udeležil koncerta skupaj s promotorji.
Istega leta sta Michael Lang in Holly George-Warren izdala knjigo The Road to Woodstock, ki opisuje Langov prispevek k oblikovanju in izvedbi Woodstocka, vsebuje pa tudi osebne zgodbe številnih ljudi, ki so bili povezani s festivalom.

## V popularni kulturi
Kot eden največjih rockovskih festivalov vseh časov in eden ključnih kulturnih dogodkov 60. let, je bil Woodstock v popularni kulturi omenjen večkrat na različne načine. Fraza "Woodstock generacija" je postala del skupnega leksikona. Parodije in spomini na festival so se pričeli že kmalu po zaključku samega festivala.
Charles M. Schulz je z Woodstock poimenoval lik ptiča v stripu Peanuts. Leta 1970 je revija Mad objavila pesem Franka Jacobsa, z naslovom "I Remember, I Remember The Woodstock Music Fair", ki opisuje prometne zastoje in prerivanje skozi množico, da bi lahko sploh slišali koncert. Pesem je ilustriral Sergio Aragonés. Keith Robertson je leta 1970 izdal otroško knjigo Henry Reed's Big Show, v kateri poizkuša glavni lik posnemati uspeh Woodstocka s tem, da priredi koncert na stričevi farmi. Leta 1973 je bila premiera odrske predstave National Lampoon's Lemmings, ki je orisala festival "Woodchuck", pri tem pa s parodijo prikazala nastope številnih izvajalcev z Woodstocka.
Sodobnejša kultura se prav tako spominja Woodstocka. Time je 18. marca 2010 uvrstila nastop skupine The Who na Woodstocku na lestvico 10 dogodkov z glasbenih festivalov.
Leta 2005 je argentinski pesnik Edgar Brau objavil daljšo pesem Woodstock, ki opisuje festival. Angleški prevod pesmi je bil objavljen januarja 2007 v reviji Words Without Borders.
Leta 2017 je pevka Lana Del Rey izdala pesem, "Coachella - Woodstock in My Mind", s katero je opisala svoje skrbi glede napetosti med Severno Korejo in ZDA. Pesem je napisala med festivalom Coachella, v njej pa je Woodstock opisala kot simbol miru.